# Klara Folkets hus
Klara Folkets Hus, också kallad Klaraborgen, var en fastighet på Klara Västra Kyrkogata 17 i Stockholm, som under perioden 1926-1954 fungerade som högkvarter för syndikalistiska Sveriges Arbetares Centralorganisation.
Byggnaden, som uppförts av Odd Fellow-orden, köptes av SAC 1925 och brukades i nära tre decennier av organisationen och dess företag, inklusive bokförlaget Federativs samt redaktionen och tryckeriet för tidningen Arbetaren.
Utöver organisationens dagliga verksamheter uthyrdes byggnadens flera möteslokaler även för diverse kulturella verksamheter som dans och sång, liksom för offentliga debatter i såväl politiska som litterära ämnen. Bland de namnkunniga röster som hörts i Klaraborgen kan förutom ledande syndikalisters som Albert Jensen och Frans Severin nämnas Hinke Bergegren och, E.H. Thörnberg, liksom de Fem unga Artur Lundkvist, Harry Martinson, Gustav Sandgren, Erik Asklund och Josef Kjellgren. Bland övriga frekventa besökare till främst Arbetarens redaktion syntes också klarabohemerna.
Fastigheten övertogs av Stockholms stad och revs hösten 1954 i samband med saneringen av Klarakvarteren.